# Calotrophon
Calotrophon là một chi ốc biển, là động vật thân mềm chân bụng sống ở biển thuộc họ Muricidae, họ ốc gai.

## Các loài
Các loài thuộc chi Calotrophon bao gồm:
- Calotrophon andrewsi Vokes, 1976[2]
- Calotrophon hystrix Garcia, 2006[3]
- Calotrophon ostrearum (Conrad, 1846)[4]
- Calotrophon turritus (Dall, 1919)[5]